# Montanha da Perdição
Montanha da Perdição, também chamada de Orodruin, é um vulcão que aparece na obra de J.R.R.Tolkien. Localizado no centro da terra de Mordor, foi o local onde o Um Anel foi forjado pelo Senhor do Escuro, Sauron, e representa o fim da aventura de Frodo Bolseiro para destruir o Anel, aventura esta relatada em O Senhor dos Anéis.
Orodruin é o nome em Sindarin para Montanha de Fogo. O nome equivalente em Sindarin para Montanha da Perdição é Amon Amarth, que significa literalmente Montanha do Destino.
Quando Sauron começou a procurar por um local de moradia na Terra-média durante a Segunda Era, ele foi diretamente para Mordor, especialmente atraído pela montanha, cujo poder ele queria usar em seu favor. Portanto construiu em redor da montanha o seu reino e "usou o fogo que jorrava do coração da terra em seus feitiços e forjas". A mais famosa criação de Sauron em Orodruin foi o Um Anel, forjado nas Fendas da Perdição, Sammath Naur, um abismo dentro da montanha. Em O Senhor dos Anéis consta que o material do qual foi feito o anel era tão durável e os encantamentos que o protegiam tão poderosos que somente nas Fendas da Perdição ele poderia ser desfeito.
Diz-se que a Montanha da Perdição era mais que um vulcão comum, já que Sauron o comanda e enquanto esteve ausente, o Vulcão adormeceu, voltando à ativa quando do seu retorno. Sua atividade também aparenta estar ligada com o poder de Sauron. Quando ele é derrotado, no fim da Terceira Era, o vulcão entra violentamente em erupção e logo depois adormece permanentemente. 

## Adaptações

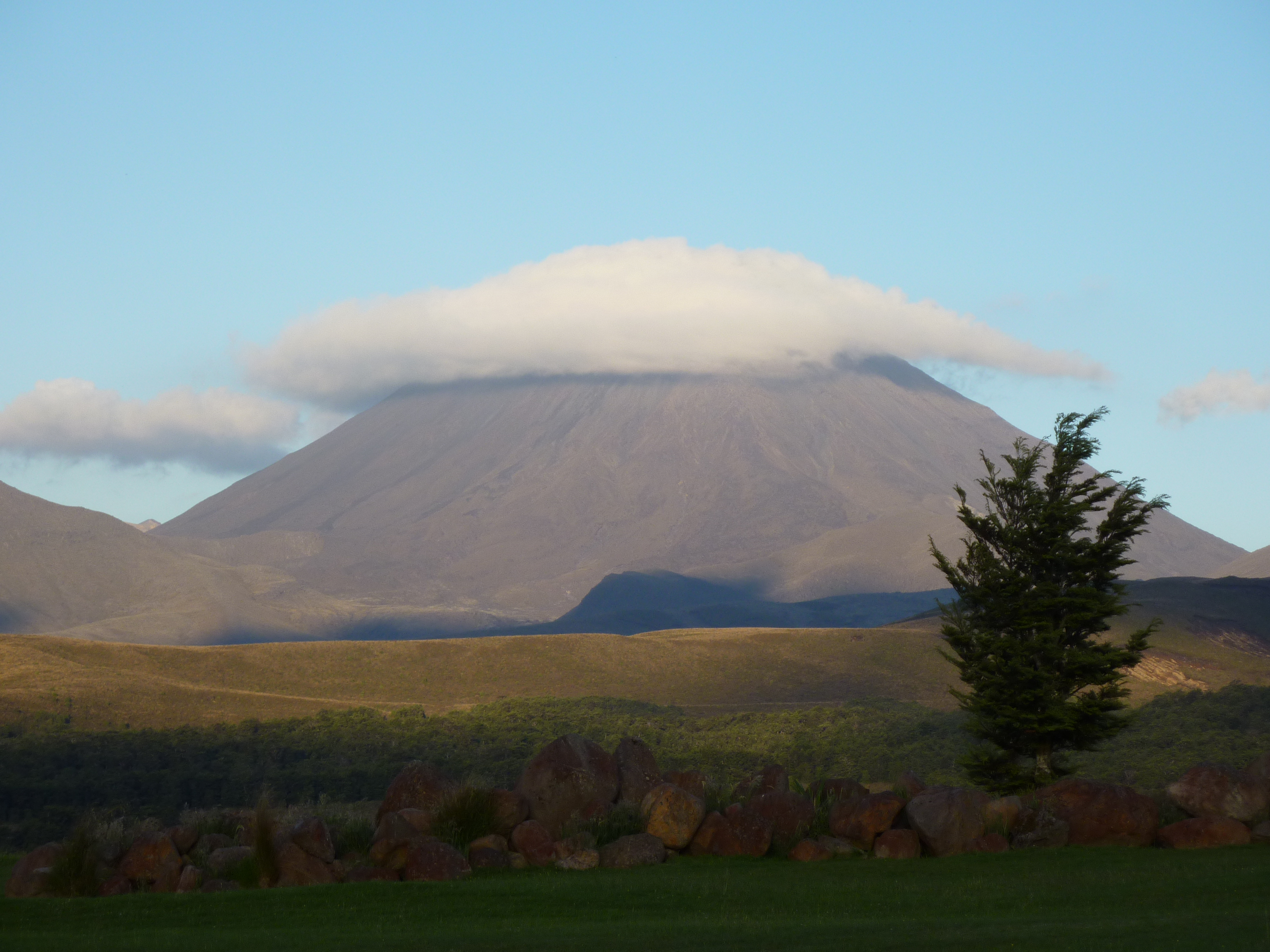
Orodruin como retratado na trilogia cinematográfica O Senhor dos Anéis.

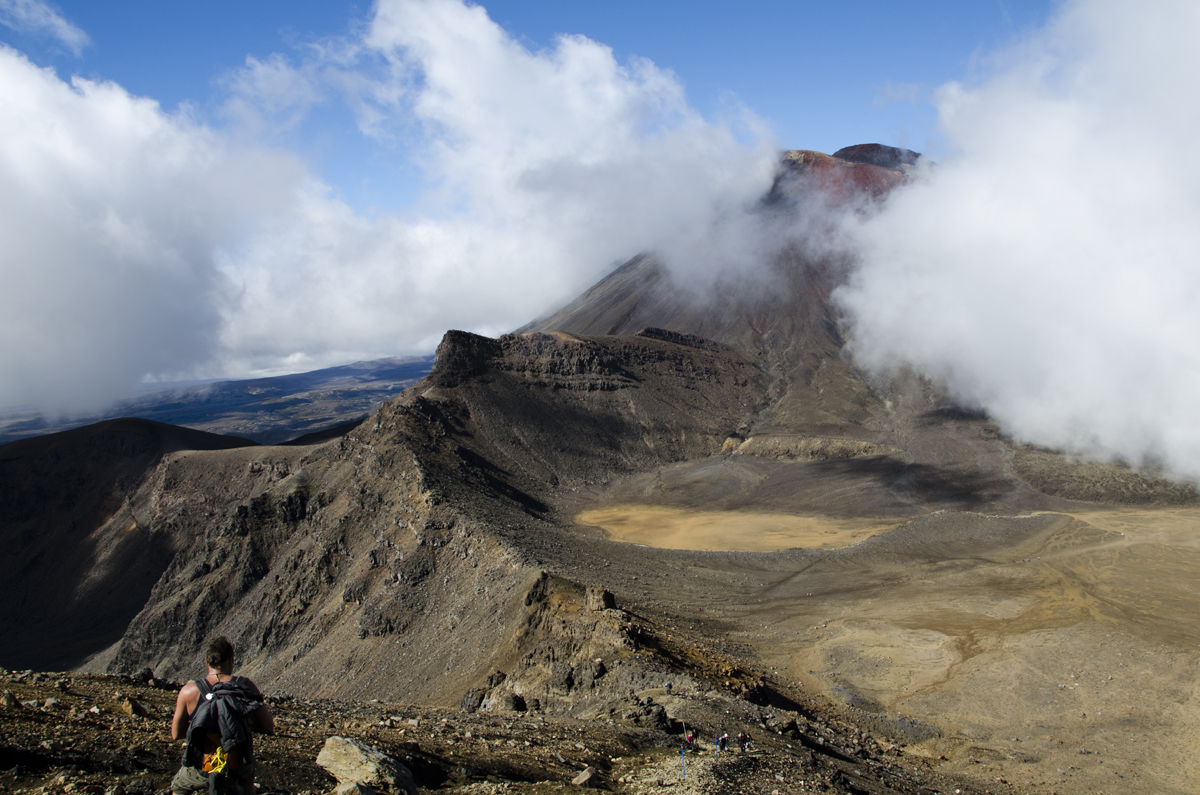
Mount Ngauruhoe foi a inspiração de Peter Jackson para Montanha da Perdição.

Na adaptação para o cinema de Peter Jackson, O Senhor dos Anéis, Orodruin foi representado por dois vulcões ativos da Nova Zelândia: Mount Ngauruhoe e Mount Ruapehu. Em tomadas de grandes distâncias o vulcão foi representado por um modelo grande ou uma representação em CGI, ou ainda uma combinação de ambos, uma vez que não foi permitido filmagens do Ngauruhoe porque os maoris o consideram sagrado. No entanto, algumas cenas nas encostas da Montanha da Perdição foram filmadas nas encostas do Ruapehu.

## Homenagens
A União Astronómica Internacional nomeou todas as montanhas de Titã, lua de Saturno, com nomes das obras de Tolkien.  Em 2012, uma montanha de Titã recebeu o nome de "Doom Mons" em homenagem à Montanha da Perdição de Tolkien.